# Liahona
Liahona é um termo utilizado pelos Santos dos últimos dias. No Livro de Mórmon, Liahona designa uma esfera de metal com ponteiros achada por Leí e que serviu como bússola para guiá-lo em suas viagens. A Liahona também é o nome de um periódico mensal da Igreja de Jesus Cristo dos Santos dos Últimos Dias.
A publicação traz mensagens inspiradas dos Profetas atuais da igreja.